# Dina Carroll
Dina Carroll, geboren als Geraldine Carroll (Newmarket, 21 augustus 1968), is een Britse r&b- en popzangeres.

## Biografie
Carrolls eerste professionele opnamen ontstonden midden jaren 1980. Met een remake van de oude Dionne Warwick-song Walk on By lukte haar in 1989 het eerste kleine succes. Een verdere coverversie, een danceversie van Carole Kings It's Too Late ontstond met het project Quartz en werd haar eerste top 10-succes in haar carrière.
Carrolls eerste solohits in de bovenste regionen van de hitlijsten volgden in 1992 met Ain't No Man, Special Kind of Love en So Close. Met de laatst genoemde song trachtte ze voet te vatten op de Amerikaanse markt, een risico dat flopte met een 95e plaats in de hitlijsten. In haar geboorteland ging deze daarentegen geweldig. Van haar in het voorjaar uitgebrachte debuutalbum So Close werden meer dan 1,5 miljoen exemplaren verkocht en stond deze in de Britse eindejaars-evaluatie in 1993 op positie 4. Zes singles uit dit album waren succesvol en het meest succesvol was de zesde Don't Be a Stranger, een emotionele ballade, die zich in het Verenigd Koninkrijk plaatste op positie 3. Kort daarna lukte haar een verder top 5-succes met The Perfect Year uit de musical Sunset Boulevard.
Contractuele problemen belemmerden tijdens de komende jaren Carrolls carrière. Pas in 1996 verscheen het opvolgende album Only Human, dat zich net als de voorganger plaatste in de Britse hitlijsten (#2). Ook de single Escaping lukte de sprong onder de top 3. Op de lange termijn lukte het Carroll echter niet, deze successen te evenaren. Het uitbrengen van een album in 1998 werd steeds weer verschoven en uiteindelijk geheel uitgesteld. Met singles als One, Two, Three (1998) en Without Love (1999) bleef de zangeres weliswaar in de Britse top 20, maar desondanks bloedde haar carrière geleidelijk dood. Haar laatste hit Someone Like You dateert uit 2001 en is afkomstig uit het album The Very Best of… en de soundtrack van Bridget Jones – Schokolade zum Frühstück.
Problemen met haar management, het verlies van haar platencontract en gezondheidsklachten zetten Carrolls carrière definitief buitenspel. Na een verdere compilatie met hits en tot dusver niet uitgebrachte songs trok de zangeres zich terug in haar privéleven.

## Discografie

### Singles
- 1985: One Nation / Set It Off (Masquerade met Dina Carroll)
- 1989: Me sienta sola (We Are One)
- 1989: People All Around the World
- 1989: Walk on By
- 1990: Don’t Stop the Music (Simon Harris met Dina Carroll & Monte Luv)
- 1991: Naked Love (Just Say You Want Me) (Quartz met Dina Carroll)
- 1991:	It's Too Late (Quartz met Dina Carroll)
- 1992: So Close
- 1992: Special Kind of Love
- 1992:	Ain't No Man
- 1993: Don't Be a Stranger
- 1993: Express
- 1993: Here
- 1993: The Perfect Year
- 1993:	This Time
- 1996: Livin’ for the Weekend
- 1996: Only Human
- 1996:	Escaping
- 1997: Run to You
- 1997:	Only Human / Run to You
- 1998: Mind Body & Soul
- 1998:	One, Two, Three
- 1999: Say You Love Me
- 1999:	Without Love
- 2001: Good to Me
- 2001:	Someone Like You

### Albums
- 1993:	So Close
- 1993: Remix Collection
- 1996:	Only Human
- 2001:	The Very Best Of (in Europa verschenen als Someone Like You, compilatie)
- 2004: The Collection (compilatie)

- Bibliothèque nationale de France: cb139360900 (data)
- Gemeinsame Normdatei: 134709306
- International Standard Name Identifier: 0000 0000 5514 3691
- Library of Congress Control Number: no98035803
- MusicBrainz: e4a10ad0-3c15-4c47-b376-6b34ae48f38a
- Nationale Bibliotheek van Israël: 987007397305805171
- Nederlandse Thesaurus van Auteursnamen: 102032343
- Virtual International Authority File: 46950158
- WorldCat: E39PBJcgt8W8XmY3XkJdWJfDv3